# Trumpler 16
Trumpler 16 (Tr 16) ist ein massereicher offener Sternhaufen, der einige der leuchtkräftigsten Sterne der Galaxis beheimatet. Er liegt im Carinanebel-Komplex des Sagittarius-Arms, zirka 9270 Lichtjahre (2842 pc) von der Erde entfernt. Einer seiner Sterne, Eta Carinae, kann in den Tropen und weiter südwärts mit freiem Auge beobachtet werden.

## Beschreibung
Die hellsten Mitglieder des Sternhaufens sind Eta Carinae und WR 25, deren Leuchtkraft einige Millionen Mal so groß ist wie die der Sonne, und es gibt drei weitere extreme Sterne der Spektralklasse O3.
Eta Carinae und WR 25 sind beide Doppelsterne, deren Hauptkomponenten jeweils den größten Beitrag zur Leuchtkraft leisten, deren Begleiter selbst aber massereicher und heller als die meisten Sterne sind. Über alle Wellenlängen hinweg wird WR 25 als der hellere der beiden eingeschätzt, und zwar auf das 6.300.000-fache der Sonnenleuchtkraft (absolute Helligkeit −12,25 mag) im Vergleich zum 5.000.000-fachen der Sonnenleuchtkraft (absolute Helligkeit −12,0 mag).
Jedenfalls erscheint Eta Carinae als das bei Weitem hellste Objekt, weil es zum einen im sichtbaren Bereich leuchtkräftiger ist und zum anderen in einen Nebel eingebettet ist, der die Helligkeit noch verstärkt. WR 25 ist sehr heiß und emittiert größtenteils im ultravioletten Bereich.

## Carina OB1
Trumpler 16 und Trumpler 14 sind die bedeutendsten Sternhaufen in Carina OB1, einer ausgedehnten Sternassoziation im Sagittarius-Arm. Ein weiterer Sternhaufen in Carina OB1, Collinder 228, wird für einen Ausläufer von Trumpler 16 gehalten, der nur durch ein visuell zwischenliegendes Staubband abgetrennt erscheint. Die Spektraltypen der Sterne weisen auf eine einzige Sternentstehungswelle hin.
Aufgrund der extremen Leuchtkräfte vertreiben die Sternwinde, ähnlich wie bei den Plejaden, die Staubwolken. In einigen Millionen Jahren, nachdem die hellsten Sterne als Supernovae explodiert sind, wird sich der Sternhaufen allmählich auflösen. Trumpler 16 enthält den Großteil der östlichen Sterne der Carina OB1 Assoziation.

## Gaia DR2
Der Sternkatalog Gaia DR2 enthält Parallaxen für viele Sterne, die als Mitglieder von Trumpler 16 angesehen werden. Demnach haben die vier heißesten O-Klasse-Sterne dieser Region sehr ähnliche Parallaxen mit einem Mittelwert von 0.383±0.01 mas. Viele der anderen vermeintlichen Mitglieder zeigen deutlich andere Parallaxen und könnten daher Vordergrund- bzw. Hintergrundobjekte sein. Für Trumpler 16 ergibt sich daraus ein Abstand von zirka 2.600 pc, das ist deutlich weiter als der genau bekannte Abstand von Eta Carinae.

## Galerie

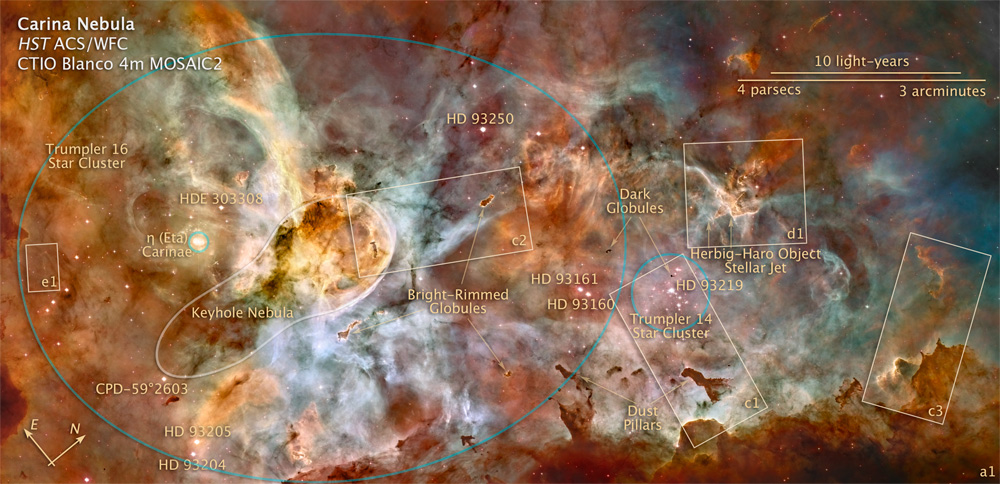
Carina OB1 Assoziation, das Trumpler 16 Gebiet ist umrandet.
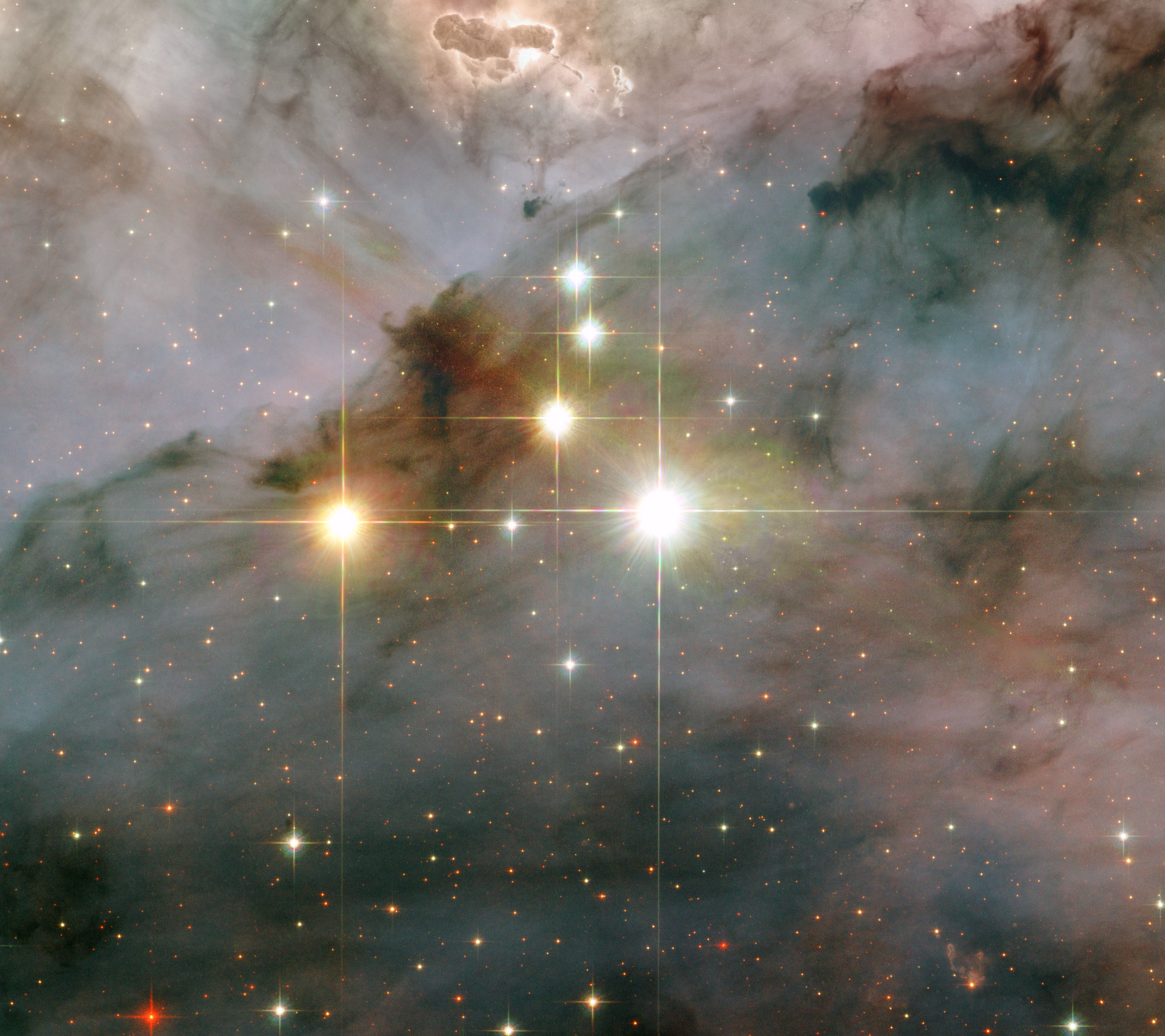
Einige Sterne in Tr 16: WR 25 und Tr16-244 sind der hellste und dritthellste in diesem Bild, der zweithellste ist nur ein Vordergrundobjekt.